# Triopha maculata
Triopha maculata MacFarland, 1905 è un mollusco nudibranchio della famiglia Polyceridae.

## Biologia
Si nutre di briozoi delle specie Bugula mollis, Caulibugula ciliata, Cauloramphus spiniferum, Crisia occidentalis, Membranipora membranacea, Scrupocellaria californica e del genere Tricellaria.

## Distribuzione e habitat
Oceano Pacifico orientale, dal Canada alla Bassa California e al Messico.